# Ліно Нессі
Ліно Нессі (ісп. Lino Nessi, 1904 — дата смерті невідома]) — парагвайський футболіст, що грав на позиції нападника, зокрема, за клуб «Лібертад», а також національну збірну Парагваю. Брат Гаспара Нессі.

## Клубна кар'єра
Відомий за виступами за команду «Лібертад» з Асунсьйона. 

## Виступи за збірну
1925 року дебютував в офіційних матчах у складі національної збірної Парагваю. Протягом кар'єри у національній команді, яка тривала 6 років, провів у її формі 13 матчів, забивши 1 гол.
У складі збірної був учасником трьох Чемпіонатів Південної Америки:
1. Чемпіонату Південної Америки 1925 року в Аргентині, де разом з командою здобув «бронзу», зігравши у всіх чотирьох матчах[3];
2. Чемпіонату Південної Америки 1926 року в Чилі, де зіграв в чотирьох поєдинках[4] і разом з командою здобув «бронзу»;
3. Чемпіонату Південної Америки 1929 року в Аргентині, де зіграв в трьох поєдинках, забив один м'яч [5] і разом з командою здобув «срібло».

Також брав участь в чемпіонаті світу 1930 року в Уругваї де зазнав поразки 0:3 від США і допоміг своїй збірній перемогти Бельгію (1:0).

## Титули і досягнення
- Срібний призер Чемпіонату Південної Америки: 1929
- Бронзовий призер Чемпіонату Південної Америки: 1925